# 磁性地層學
磁性地層學（英語：Magnetostratigraphy），又稱古地磁地層學（Paleomagnetic stratigraphy），是地层学的一个分支，是古地磁学在地层学中的具体应用。通过岩石天然剩余磁性（nature remnant magnetism）的测定，求出地磁场的极性变化来研究地层。與現在地磁場方向一致的極性為正向，方向相反的為反向，在整个地質史中把極性的正向和反向按先后顺序排列起来，即為地磁极性年表。磁性地層學常常用於確定沉積層序和火山層序的年代，火成岩具有磁性，反映其形成時地球磁場的方向，通過確定樣本的天然剩余磁性，確定地層沉積時地球磁場的極性。這項科技通常用於確定缺乏化石或層狀火成岩的地質年代。

## 原理
地球磁場一般被認爲是地核中液態鐵流動所造成的電流而產生，若液態鐵流動方向改變就會導致地磁場極性發生逆轉。岩石中保留的原生剩余磁性方向，就是岩石形成时期地磁场方向。在过去漫长的地质时期中地磁场极性倒转出现过多次；极性倒转的发生具有同时性和全球性的特征。可根据地层剖面中岩石剩余磁性的极性变化，对地层进行划分与对比，并获得古地磁极位置、古纬度等信息，以探讨地层形成的地理位置。
經過長期地質演變，在岩石中被保存的磁性被稱爲剩餘磁性（remnant magnetism），可分爲化学剩余磁性，等温剩余磁性，粘滞剩余磁性，热剩余磁性，碎屑剩余磁性。

## 歷史
20世紀初，Bernard Brunhes等地質學家首先發現一些火山岩所具磁性方向與地球磁場的方向相反。Motonori Matuyama在1920年代觀察到具有反磁場的岩石都是年代舊的火山岩。就推論地球磁場方向隨時間而變化。后來三十年中，在研究兩極漂移（polar wondering）和大陸漂移（continental drift）時。纍積了多數火山岩在冷卻時保留的當時地球磁場的痕跡。根據火山岩臨近地層的地質年代推測，大約每百萬年就會發生一次地球磁場逆轉。根據後續的放射性元素年代鑒定，Allan Cox和Richard Doell等人根據火山岩分析首次建立一個地球磁極時間表（Geomagnetic Polarity Time Scale，GPTS）。事後Neil Opdyke團隊在深海岩芯中也發現同樣的地球磁極逆轉的格局。

新生代地磁極逆轉變化
正極(黑色)
逆極(白色)

## 高分辨率磁性地層學
雖然火成岩石能提供信噪比高的热剩余磁性，加上準確的年代鑒定。但因火成岩在地球歷史的活動是間歇性的，爲建立連續性高分辨率磁性地層學必須依靠沉積物中的碎屑剩余磁性。碎屑剩余磁性的信噪比取決與沉積物顆粒大小和地球磁場的磁傾角。在兩極深海域，磁傾角大，又遠離大陸，所以沉積物顆粒小，加上深海海域，稀有地層被侵蝕，地層連續性較高無間斷。因此早期古地磁地層學的研究都在兩級深海采取樣本。 例如Hays 和Opdyke在1967年就首次成功的建立了一個連續古地磁地層表。這個地層表是根據在南極海域所采集多個岩芯中，所含的更新世到上新世沉積物的古地磁資料，和放射蟲化石對比校正后所建立的. 他們也同時發現大量放射蟲化石物種在地磁逆转界面消失。這就導致後期研究古地磁對生物演化的影響.
後因測量儀器改進，古地磁地層的研究也被推廣到低緯度深海沉積物. 至今碎屑剩余磁性的研究報告已蓋偏全球深海海域。但深海海域的沉積物有一個年代下限。

## 非深海相磁性地層學
海陸相地層對比過去一直具有一些非確定性，因爲作爲對比的主要生物化石很少跨越不同的沉積環境。而高分辨率磁性地層學就能提供時間對比連綫，跨越不同的沉積環境，綜合研究區域性沉積環境及生物的演變。深海相磁性地層學建立後，科學家就往非深海相沉積物推進
。
湖相沉積物是在陸殼上最佳的研究古地磁標本。但是因爲水淺，磁性颗粒顆粒在水中沉降時間短，被地磁场方向定向排列不均一，因此磁信噪比低，但也有很多成功的實例. 至今從湖相沉積物中已建立了一段三叠紀的高分辨率古磁性地層學，
風成岩是科學家們另一個從非深海沉積物探索古地磁的嘗試。因爲顆粒在風中沉降時間更短，風成岩中的磁信噪比更低差。一般的研究只能從風成岩中的河湖相夾層獲取古地磁資料。但都是短期非連續性記錄。首次報導風成岩古地磁地層是安芷生等人（1977），在洛川黃土高原的研究，他們綜合測出的古地磁，與陸相古生物資料，而建立全新世古地磁地層表.
沿岸與淺海相沉積物的古地磁研究，也是對低磁信噪比的沉積物一項挑戰。利用叠加多層剖面的采樣。陳培心等人（1977，首次在台灣苗栗縣出磺坑剖面綜合古地磁和微古生物化石資料確定了全新世和更新世的界面。

## 前新生代磁性地層學
根據板块构造论，新岩石圈在海底中洋脊生成，而在隱沒帶消失。這也形成洋殼在地表的循環。 目前地球海面下最老的洋殼是在西太平洋，屬白堊紀. 因此覆蓋其上的海洋沉積物，不會老于白堊紀。爲了延申高分辨率磁性地層學到中生代或古生代，必須在陸殼上研究非深海相沉積物的古磁性，或找尋被推擠到陸殼上的古洋殼。例如仰冲帶或大陆碰撞帶中，其古洋殼上常帶有老的深海沉積物。例如在二叠紀，
石炭紀，及奧陶紀
等的古生代磁性地層資料，均有被報道。